# (6048) 1991 UC1
A (6048) 1991 UC1 a Naprendszer kisbolygóövében található aszteroida. Ueda és Kaneda fedezte fel 1991. október 18-án.